# Pfarrkirche Obermixnitz

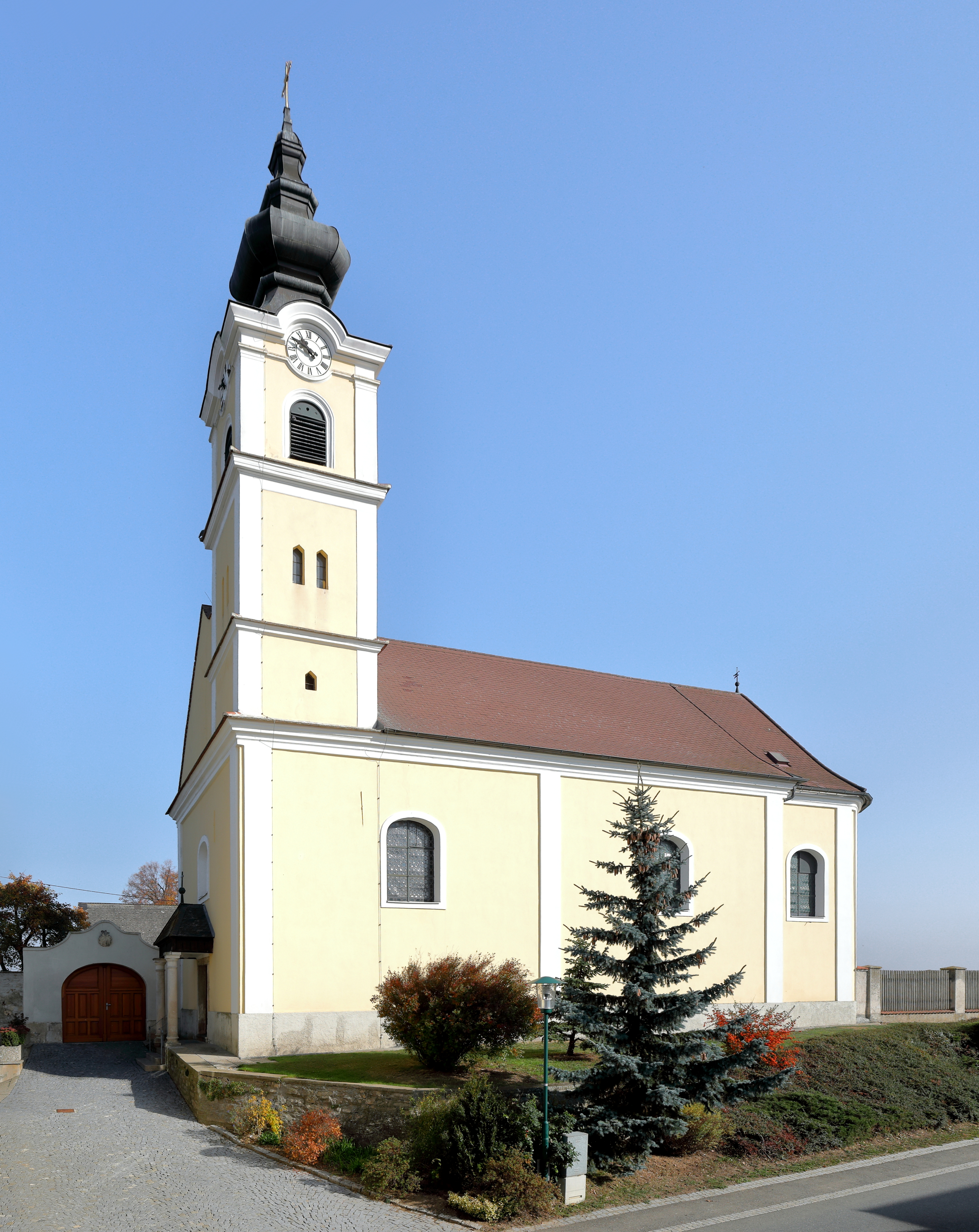
Katholische Pfarrkirche hl. Petrus in Obermixnitz

Die römisch-katholische Pfarrkirche Obermixnitz steht etwas erhöht im Osten der Ortschaft Obermixnitz in der Marktgemeinde Weitersfeld im Bezirk Horn in Niederösterreich. Die dem Patrozinium hl. Petrus unterstellte Pfarrkirche – dem Stift Wilhering inkorporiert – gehört zum Dekanat Geras in der Diözese St. Pölten. Die Kirche steht unter Denkmalschutz (Listeneintrag).

## Geschichte
Eine der hl. Dorothea geweihte Kapelle wurde erstmals 1544 genannt, 1720 eine Kapelle, die den Heiligen Philipp und Florian geweiht war. An der Stelle der Kapelle wurde 1790 die heutige Pfarrkirche erbaut. 1936 wurde sie innen restauriert.
Die Pfarre wurde 1786 gegründet und dem Zisterzienserstift Withering inkorporiert.

## Architektur
Die einfache josephinische Dorfkirche mit einem nördlich angebauten Pfarrhof ist teilweise von einer Umfassungsmauer umgeben.
Der dreigeschoßige Turm über der Südwestecke des Langhauses wurde 1878 errichtet. Er ist mit profilierten Uhrengiebeln und einem Zwiebelhelm bekrönt.
Die Kirche selbst ist ein einfacher Saal mit einem leicht eingezogenen Chor und abgerundetem Chorschluss. Die Fassade ist gegliedert mit rundbogigen Fenstern, Lisenen und einem umlaufenden profilierten Traufgesims und mit einem Dreichsgiebel abgeschlossen. Die Westfront vorgestellt ist ein kleiner Portalvorbau auf zwei toskanischen Säulen.
Das Langhaus ist innen mit Lisenen gegliedert und hat eine Flachdecke. Der Triumphbogen ist segmentbogig. Die tonnenunterwölbte Westempore hat eine hölzerne kassettierte Brüstung mit zwei gemalten Kartuschen mit der Inschrift „Johannes Baptista Hilariensies“ um 1790. Die nördlich des Chores in den Pfarrhof hineingebaute Sakristei hat ein Tonnengewölbe mit Stichkappen.

## Ausstattung
Das Chorgestühl aus der ersten Hälfte des 17. Jahrhunderts ist mit reichem Schnitzwerk und mit Intarsien ausgestattet.
Zwei ovale Leinwandbilder aus der Mitte des 18. Jahrhunderts zeigen Anna Selbdritt und die Heiligen Drei Könige. Der Taufstein mit gekehltem Baluster und gewulsteter Schale entstand im 18. Jahrhundert, der Deckel um 1900.
Die neubarocke Ausstattung schuf der Bildhauer Josef Kepplinger um 1895. Die Kreuzwegreliefs entstanden 1908, die Verglasung um 1900.
Die Orgel baute Benedikt Latzl 1859. Eine Glocke nennt Silvius Creuz 1752.